# 黑痣稀棘䲁
黑痣稀棘䲁（學名：Meiacanthus naevius），為輻鰭魚綱鳚形目䲁科稀棘䲁屬的一種，被IUCN列為易危保育類動物，分布於東印度洋西澳大利亞海域，深度3至5公尺，本魚體延長，稍側扁，頭頂無冠膜，無鬚，下頜兩側有犬齒具有毒腺，頭部和身體上有三條深色條紋，中間的條紋從吻部一直延伸到眼睛，位於胸鰭基部上方，結束於尾柄上的一條深色細長劃線，體長可達3.6公分，棲息在珊瑚礁區，雌魚產附著性卵，雄魚有護卵行為，生活習性不明，可做為觀賞魚。